# Value and Capital
Value and Capital é um livro do economista britânico John Richard Hicks, publicado em 1939. É considerado uma exposição clássica da teoria microeconômica. Os resultados centrais incluem:
- extensão da teoria do consumidor para o equilíbrio individual e de mercado quanto aos bens demandados com uso explícito de apenas utilidade ordinal para indivíduos, em vez de exigir comparações de utilidade interpessoal.
- análise de dois bens quanto aos efeitos de uma mudança de preço e extensão matemática a qualquer número de bens sem perda de generalidade
- resultados paralelos para teoria da produção.
- extensão da teoria do equilíbrio geral de mercados e adaptação da teoria do equilíbrio estático à dinâmica econômica na distinção entre equilíbrio temporário e equilíbrio de longo prazo por meio da expectativa dos agentes.[1]

## Resumo e detalhes
O livro tem 19 capítulos e o seguinte esquema:
- Introdução
- Parte I, A teoria do valor subjetivo
- Parte II, Equilíbrio geral
- Parte III, Os fundamentos da dinâmica econômica
- Parte IV, O funcionamento do sistema dinâmico
- Apêndice matemático.

Começa com um caso simplificado e generaliza a partir dele. Um consumidor individual tem uma determinada renda monetária para gastar em apenas dois bens. O que determina a quantidade demandada de cada bem por aquele indivíduo? A hipótese básica é o conjunto de restrições sobre a função de utilidade e o equilíbrio de demanda resultantes da restrição orçamentária do consumidor. Essa hipótese orienta o resultado teórico de uma mudança de preço em um dos bens na quantidade demandada de cada bem. O livro decompõe a variação em efeito substituição e efeito renda. A última é a variação da renda real em termos teóricos, sem a qual a distinção entre valores reais e nominais seria mais problemático. Os dois efeitos são agora padrão na teoria do consumidor. A análise está de acordo com uma mudança proporcional na renda monetária e nos preços monetários de ambos os bens, deixando a quantidade demandada de ambos os bens inalterada. Isso também é consistente com a distinção entre valores reais e nominais e representa uma hipótese comum na economia da ilusão de não haver dinheiro.
Um apêndice generaliza o caso de consumo de 2 bens para o caso de um bem e um bem composto, ou seja, todos os outros bens de consumo. Ela deriva as condições sob as quais as propriedades da demanda em equilíbrio quanto à razão de preços e à taxa marginal de substituição atribuída ao caso de 2 bens se aplicam ao caso mais geral, permitindo a distinção clara entre o efeito renda e o efeito substituição.
Em sua palestra do Nobel, Hicks cita Valor e Capital para esclarecer um aspecto do que ficou conhecido como problema de agregação. O problema é mais agudo ao medir o estoque de capital por seu valor de mercado para o caso real de bens de capital heterogêneos (por exemplo, prensas e pás de aço). Ele mostrou que se as razões de preços entre os bens (iguais às suas taxas marginais de substituição no equilíbrio) não permanecessem constantes com capital adicional, a agregação de valores de bens de capital não seria uma medida estritamente válida do estoque de capital. Ele também mostrou que não havia uma maneira inequívoca de medir o "período de produção" (proposto por Böhm-Bawerk) que em geral serviria como medida do estoque de capital.
Do equilíbrio do consumidor para um indivíduo, o livro agrega ao equilíbrio de mercado para todos os indivíduos, produtores e bens. Ao fazê-lo, Hicks introduziu a teoria walrasiana do equilíbrio geral para um público de língua inglesa. Esta foi a primeira publicação a tentar uma declaração rigorosa das condições de estabilidade para o equilíbrio geral. Ao fazer isso, Hicks formalizou a estática comparativa. O livro sintetiza elementos de ajuste dinâmico de Walras e Wicksell e de Marshall e Keynes. Ele distingue o equilíbrio temporário, intermediário e de longo prazo com expectativas quanto às condições futuras do mercado que afetam o comportamento nos mercados atuais (Bliss, 1987, pp. 642-43).